# Muzeum Narodowe Wysp Owczych

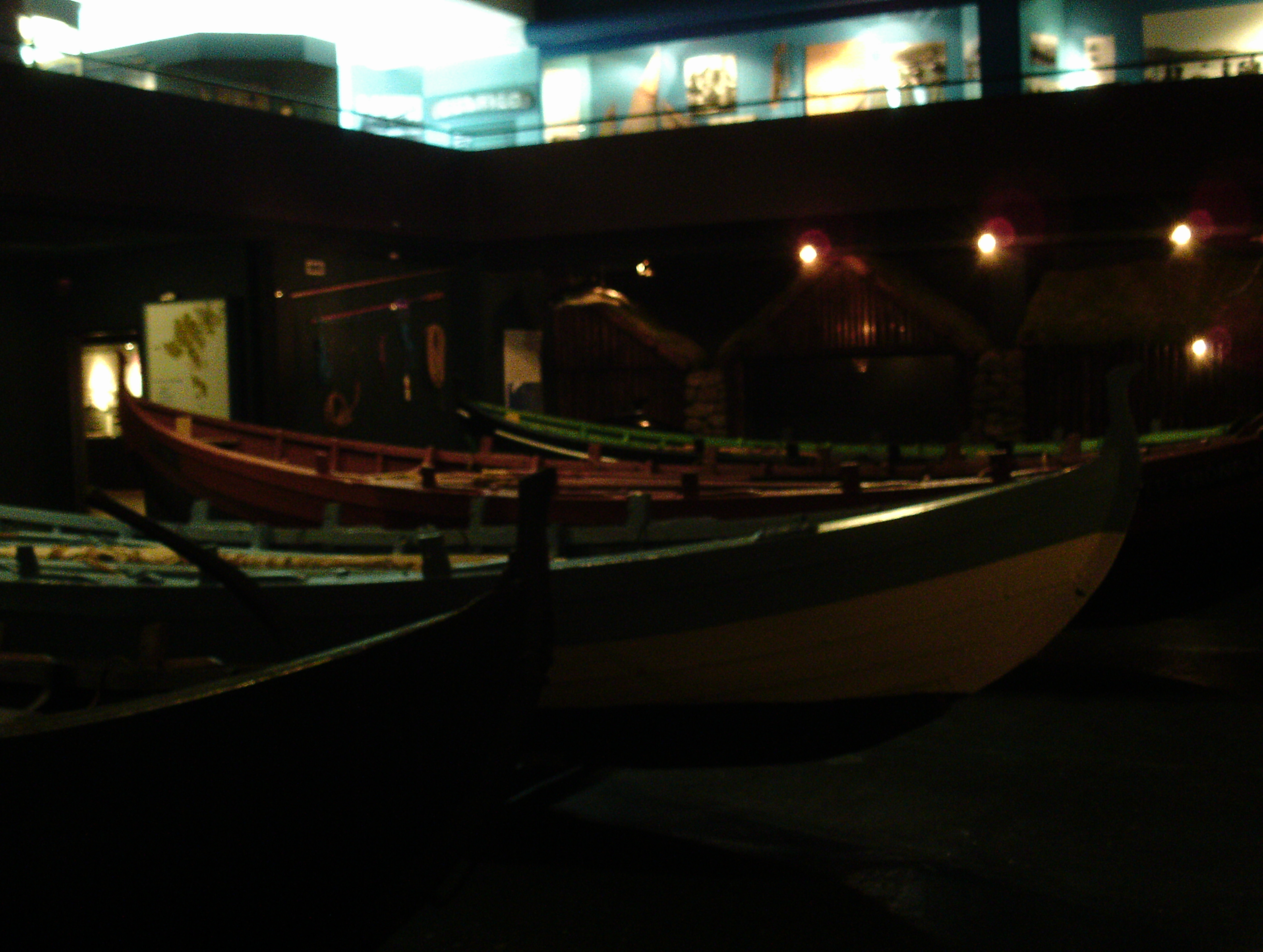
Kolekcja łodzi farerskich

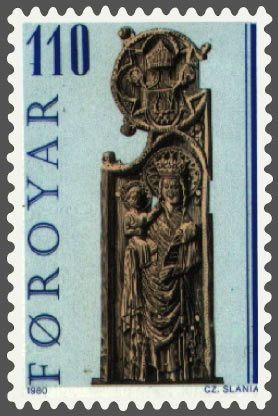
Farerski znaczek pocztowy przedstawiający jedną z ław kościelnych z kirkjubour – Marię z dzieciątkiem Jezus, autorstwa Czesława Słanii

Muzeum Narodowe Wysp Owczych (farerski: Tjóðsavn Føroya) – muzeum znajdujące się w Thorshavn na archipelagu Wysp Owczych, duńskiego terytorium zależnego.

## Historia Muzeum
Pomysł stworzenia narodowego muzeum historycznego sięga 1890 roku, kiedy Jóannes Patursson pierwszy wpadł na pomysł, aby na Wyspach Owczych założyć własne muzeum. Kolekcja historyczna Wysp Owczych (Føroya Forngripagoymsla) została ostatecznie założona w 1898 roku podczas Ólavsøka, święta narodowego 29 lipca, w czasie którego tradycyjnie odbywało się uroczyste posiedzenie parlamentu. W tym czasie do zarządu należało 18 członków. Najbardziej aktywnym mecenasem muzeum był Rasmus Rasmussen. W roku 1916 założono Føroya Forngripafelag (Stowarzyszenie Historyczne Wysp Owczych). Od 1928 roku muzeum zostało zreorganizowane pod kierownictwem Madsa Andreasa Jacobsena i małżonków Hansa Andriasa i Petry Djurhuus (zm. 1975). W latach 30. XX wieku głównym sponsorem, dzięki któremu Muzeum Narodowe Wysp Owczych mogło się rozwijać, był polityk Andreas Weihe (1867–1946). W latach 40. XX wieku historyk z Wysp Owczych Sverri Dahl (1910–1987) odegrał wyjątkową rolę w badaniach nad epoką wikingów na archipelagu. W 1952 roku, na mocy ustawy parlamentu farerskiego (Løgting), kolekcja historyczna została przekształcona w Muzeum Narodowe Wysp Owczych.

## Eksponaty
Od roku 1996 muzeum ma swą siedzibę w nowym budynku przy ulicy Brekkutún 6 w Hoyvík, jednej z dzielnic farerskiej stolicy Thorshavn. Placówka dysponuje własną biblioteką, halą z eksponatami zabytkowych farerskich łodzi. Częścią muzeum jest także skansen. Wystawy stałe w Muzeum Narodowym dają możliwość poznania geologii, botaniki, zoologii, archeologii, folkloru i historii Wysp Owczych od czasów najdawniejszych przez epokę wikingów do średniowiecza.
Ekspozycje obejmują skały i minerały, ptaki, rośliny i ryby, a także przedmioty związane z uprawą ziemi i rybołówstwa na Wyspach Owczych. Jednym z najcenniejszych eksponatów muzeum jest znalezisko monet z miejscowości Sandur (na wyspie Sandoy). Obejmuje ono 98 srebrnych monet, które najprawdopodobniej zostały zakopane około 1090 roku. Są to monety pochodzące z terenu Anglii, Norwegii, Niemiec, Irlandii, Danii i Węgier. Jednym z najcenniejszych zabytków kultury Muzeum Narodowego jest kompletny zestaw ław kościelnych z XV wieku z kościoła św. Olafa miejscowości w Kirkjubøur. Przez wiele lat przechowywano je w Danii, a w 2002 roku powróciły na Wyspy Owcze. Atrakcją są również tradycyjne stroje ludowe oraz wykopaliska z epoki wikingów.

## Hoyvíksgarður
Skansen Hoyvíksgarður znajduje się w zielonej dolinie na obrzeżach Tórshavn i obejmuje zagrodę wiejską wraz z zabudowaniami gospodarczymi narzędziami oraz wyposażeniem, które należało do ówczesnego gospodarstwa. Główny budynek został zbudowany około 1812 roku, ale jest umeblowany na wzór domów farerskich z lat 20. XX wieku. Według przekazów zagroda wiejska znajdowała się pierwotnie w Kúrdalur, ale została zbudowana w obecnej lokalizacji przez rolnika, który przejął farmę w 1772 roku.